# Tractat d'Argelers
El Tractat d'Argelers fou un tractat signat a la població nord-catalana d'Argelers de la Marenda, de la comarca del Rosselló, l'any 1298 entre Felip IV de França i el comte-rei Jaume el Just.
S'hi determinà que la Vall d'Aran passaria provisionalment al domini de Jaume II de Mallorca, un sobirà neutral, mentre no es trobés una solució diplomàtica a la situació creada.